# Embalse de Sarátov

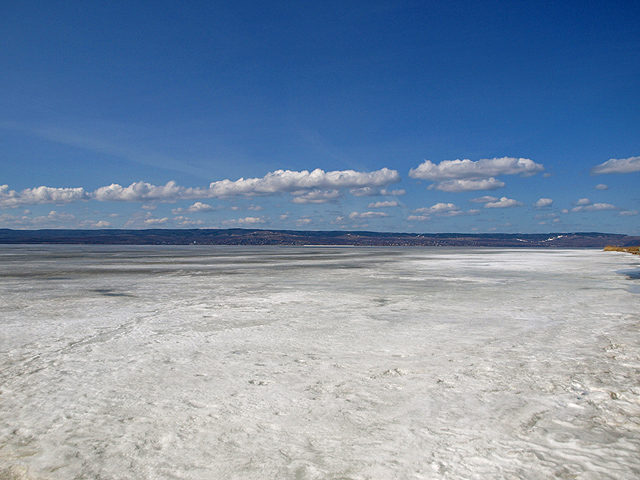
El embalse bajo el hielo.

El embalse de Sarátov (del ruso: Саратовское водохрани́лище) es un lago artificial formado en el curso inferior del Volga, en Rusia, por la presa de la central hidroeléctrica de Sarátov, situada en Balakovo.

## Geografía
El llenado del embalse comenzó en 1967. El punto del embalse situado más arriba en el curso del Volga es Toliatti. Se extiende a través de los óblasts de Sarátov, Samara y Ulianovsk, sobre una longitud de 357 km, con una anchura máxima de 25 km, cubriendo una superficie de 1.881 km². Su profundidad media es de 7 m y su volumen 12.9 km³
Las principales ciudades en sus orillas son Samara, Chapáyevsk, Syzran, Jvalynsk y Balakovo. 
Los ríos más importantes, aparte del Volga, que vierten sus aguas en el embalse son el Mali Irgiz, el Chapáyevka, el Samara y el Syzran.